# Pescatoria fimbriata
Pescatoria fimbriata är en orkidéart som beskrevs av Eduard August von Regel. Pescatoria fimbriata ingår i släktet Pescatoria och familjen orkidéer.
Artens utbredningsområde är Colombia. Inga underarter finns listade i Catalogue of Life.